# Тольяттинская криминальная война
Тольяттинская криминальная война — крупнейшая в новейшей уголовной истории России уголовная война, длившаяся с 1990-х годов и получившая частичное продолжение в 2000-х годах, во время которой было убито более 500 человек.

## История тольяттинской преступности
В середине 1960-х годов, в период экономического подъёма и заметного повышения авторитета СССР на международной арене, правительство страны во главе с А. Н. Косыгиным принимает волевое решение. Вблизи знаменитых Жигулей в небольшом городке Ставрополь-на-Волге был построен Волжский автомобильный завод (ВАЗ), известный сейчас как АвтоВАЗ. За считанные годы население Ставрополя возросло до 700 тысяч человек, а сам город был переименован в Тольятти, в честь генсека Итальянской компартии Пальмиро Тольятти.
Преступления, как и на некоторых предприятиях страны, на ВАЗе до поры до времени ограничивались случаями воровства, с той лишь разницей, что красть дефицитные автозапчасти было намного выгоднее, чем продукцию многих других предприятий. В 1980-е годы на заводе была раскрыта группировка мастера цеха запчастей Филатова, который вывозил запчасти с завода КамАЗами. По материалам уголовного дела, сумма похищенного достигла трёх миллионов советских рублей. За это Филатов получил 12 лет лишения свободы.
В 1990-е годы новое поколение отечественных преступников, как и во всей стране, начало подбираться вплотную к АвтоВАЗу, усматривая в нём, как в градообразующем предприятии, средство для контроля над всем городом и получения крупных нелегальных доходов. В погоне за контролем над АвтоВАЗом в течение последующих 10 лет в Тольятти разразилась самая кровопролитная в новейшей уголовной истории России война.

## Начало
Первое упоминание о рэкете в Тольятти связывают с именем бывшего боксёра Анатолия Коняева. Следователь Константин Кондратьев рассказывал впоследствии:
…На тот период, то есть это середина 1980-х годов, ему удалось обложить данью некоторых граждан, которые занимались, можно сказать, теневым бизнесом (потому что легальный тогда ещё не существовал)…
Один из таких цеховиков обратился за помощью к другим уголовным авторитетам — Александру Башеву («Башка») и Александру Маслову. В ходе конфликта на этой почве 17 декабря 1983 года Башев, Маслов и третий сообщник Геннадий Пальцев («Гена Палец») убили Коняева, но вскоре были разоблачены и осуждены. Башев, как инициатор расправы, был приговорён к 10 годам лишения свободы, а Маслов и Пальцев получили меньшие сроки. В те годы отправить в тюрьму им подобных ещё не составляло большого труда для правоохранительных органов.
Известно, что в конце 1980-х годов наиболее прибыльным преступным делом была игра в «напёрстки». Она служила горнилом рэкетирского мастерства. Главой тольяттинских напёрсточников был Владимир Вдовин по кличке «Напарник». Многие будущие лидеры преступных группировок Тольятти в те годы начинали в его бригаде. Когда в начале 1990-х годов правоохранительные органы повели активную борьбу с мошенниками-напёрсточниками, многие люди Вдовина разбежались. Часть из них примкнула к освободившемуся Маслову, образовав Волговскую ОПГ.
Ещё в конце 1980-х годов группировка Владимира Агия и Александра Воронецкого попыталась отобрать у Напарника напёрсточный промысел. Это им не удалось — во время одной из разборок главный помощник Вдовина Валерий Спицын («Валера Опасный») обстрелял «агиевских» из обреза. Тогда обошлось без жертв, хотя были раненые. Спицын был осуждён на 4 года лишения свободы. После освобождения Спицын попытался вернуться к Вдовину со словами:
Я за тебя отмотал срок. Ты по гроб жизни должен быть мне благодарен.

На что Напарник ответил ему: 
Сам виноват, кто тебя просил?
После этого Валера Опасный ушёл к Маслову.
Плодящиеся с невероятной скоростью кооперативы, магазины, автосервисы создавали благоприятную среду для вымогательства. Начался «золотой век» тольяттинского рэкета. К 1992 году в Тольятти уже был сформирован ряд новых ОПГ (около 4-5), поделивших город. «Волговская» группировка Маслова (получившая своё название от гостиницы «Волга», в которой собирались ранее её члены) и группировка Вдовина стали собирать дань с расплодившихся предприятий. Конфликтов между группировками до поры до времени не было.
Бандиты стали создавать и собственные предприятия, в основном, связанные с автоделом. К тому же им удалось наладить контроль над традиционным для АвтоВАЗа уголовным промыслом — торговлей крадеными запчастями. Но ничто не входило в сравнение с теми деньгами, которые крутились на ВАЗе. Но в начале 1990-х годов бандитов на сам завод ещё не пускали. Самое большее, что им до поры позволяли — это обирать частных покупателей автомобилей, но за территорией завода.
Первые попытки проникновения на ВАЗ были лишь вопросом времени. Началось с того, что бандитами были оккупированы КПП АвтоВАЗа и на тот момент единственный в городе официальный заводской магазин «Жигули».
В 1992 году администрация завода, сама того не желая, открыла перед бандитами двери. Как и по всей стране, руководители завода создали свои посреднические предприятия для льготной торговли машинами. Действовали они в обход государственных законов, и потому попадали под основной бандитский закон: «Воруешь сам, делись с братвой».
Первопроходцем стал Владимир Биличенко по кличке «Хохол», директор кооператива по тонировке стёкол «Мираж». Он придумал схему, по которой деньги получались путём контроля над выгоном автомобилей с завода. Опыт Биличенко так понравился его «коллегам», что массовые отгрузки автомобилей с ВАЗа стали самым доходным делом в городе. Доходили случаи до 10-20 % «чёрного отката». На этом бандиты имели около 30 тысяч автомобилей в год.
Но вскоре между группировками Тольятти стали возникать первые конфликты. Война была неизбежна.

## «Рэкетирские войны»

### Первая «Великая рэкетирская война»
Основная статья: Банда Агия — Воронецкого
Уголовные войны за АвтоВАЗ авторитеты окрестили Великими рэкетирскими. Далее подобное название было подхвачено и прессой.
Начало первой войне положила уже упоминавшаяся банда Агия — Воронецкого. Перессорившись со всей уголовной верхушкой Тольятти, они решили единолично захватить власть над АвтоВАЗом.
Среди расплодившихся тогда банд и шаек, промышлявших воровством и грабежами, Агий и Воронецкий выбрали банду Олега Хорошева по кличке «Подарок». В банду входили несколько семнадцатилетних учащихся ПТУ № 46 — Сергей Шилов (перворазрядник по стрельбе из пистолета), Дмитрий Курбаленко, братья Дмитрий и Валерий Ревенко. Банда промышляла кражами на авторынке. Агий и Воронецкий предложили Хорошеву щедрую оплату за отстрел конкурентов, и тот согласился. В качестве базы банда стала использовать специально снятую квартиру на Молодёжном бульваре. По вечерам, читая детективы «Крестный отец», подростки грезили большими делами.
Первой целью стал Напарник. Несколько точек Агия и Воронецкого, в частности, единственный на тот момент в городе магазин «Жигули», стали уходить под его контроль. В середине мая 1992 года убийцы устроили засаду на Вдовина у его дома по улице Ларина. Однако все попытки убить его не имели успеха. По рассказам убийц, на чердаке у Напарника дежурил снайпер.
Следующей целью бандитов стал Сергей Купеев, представитель целой семейной преступной группировки. Однажды Агий попытался захватить одно из его предприятий, но Купеев быстро разобрался с ним, спустив его с лестницы. Но и Купеева убить им не удалось — он никогда не появлялся один. За его спиной всегда находился его брат, ветеран войны в Афганистане Гарри Купеев.
Новой целью был избран союзник Купеева Владимир Биличенко по кличке «Хохол». Его успехи на заводе многим не давали покоя. 16 сентября 1992 года Биличенко и четверо его друзей были убиты членами банды Хорошева выстрелами из обрезов. Соратники выкрали тело Биличенко из морга и с почётом похоронили на Украине. Спустя несколько дней патологоанатом, по некоторым данным, причастный к краже тела, погиб в автокатастрофе.
Убийство Хохла потрясло весь бандитский мир Тольятти. Авторитетам стало ясно, что за ними идёт охота. 7 октября 1992 года произошёл взрыв возле гостиницы «Волга», в результате которого никто не пострадал, но была искорёжена машина ГАИ. 3 ноября 1992 года на пороге собственной квартиры был убит Сергей Купеев. Впоследствии так и осталось неизвестным, были ли эти акции делом рук банды Подарка.
Узнав, что у Агия и Воронецкого есть команда убийц, к ним обратился некто Владимир Доровских по кличке «Сивый», заказавший сразу двух уголовных авторитетов — Вову Карапетяна (Вова Гаврилович Карапетян) («Вова Армян») и Александра Маслова, за то, что они перехватили у него партию «шестёрок».
Маслов проживал по соседству с убийцами на Молодёжном бульваре. Убийство было назначено на пятницу, 13 ноября. Увлекавшийся оккультизмом Хорошев утверждал, что такие дни наиболее благоприятны для жертвоприношений. 13 ноября 1992 года Маслов вышел из машины около своего дома и тут же скончался на месте от двух огнестрельных ранений в области спины. Третьим выстрелом был ранен телохранитель Маслова. И тут у убийцы Сергея Шилова заклинило пистолет, и контрольный выстрел сделать он не сумел, в результате чего телохранитель остался в живых. «Агиевские», совершив это убийство, навлекли на себя гнев всего бандитского мира Тольятти. Маслов являлся одним из самых уважаемых лидеров уголовного мира Тольятти. Во время его похорон на протяжении нескольких часов улица Карла Маркса была закрыта для движения. На похоронах присутствовало порядка 150 чиновников различного ранга и даже представители милицейского руководства.
Первая бандитская война в Тольятти застала правоохранительные органы врасплох. Не хватало людей, финансирования, законодательство было устаревшее. И всё-таки прокуратура города Тольятти впервые в истории Самарской области возбудила уголовное дело по 77-й статье УК РФ — бандитизм.
3 декабря 1992 года были арестованы все члены группы Хорошева, за исключением самого «Подарка». Агий был арестован через полгода. Воронецкий же сумел скрыться, однако вскоре был убит. Хорошев бесследно исчез (предположительно, уехал в Германию). Рузляев говорил, что в его присутствии Подарка убил Гарри Купеев, брат Сергея Купеева, а труп сбросили в Волгу с плотины Жигулёвской ГЭС. Расследование зашло так далеко, что один из свидетелей вместо дачи показаний предпочёл выброситься из окна.
Областной суд приговорил «Агиевских» к длительным срокам лишения свободы. Однако Верховный суд РФ весной 1995 года оправдал «Агиевских» и освободил их из-под стражи. Но оказалось, что это была не последняя инстанция. Соратники убитых тольяттинских авторитетов одного за другим убили всех бывших обвиняемых. «Сивому», заказавшему Маслова, даже устроили показательную казнь, расстреляв его рядом со зданием Тольяттинской прокуратуры.
Агий бесследно исчез, но среди бандитов прошёл слух, что убрали и его. Позднее оправдательный приговор был отменён, однако всех фигурантов дела собрать заново так и не удалось.
Война, развязанная Агием и Воронецким, не затихала более года. Новым главой Волговской ОПГ стал Дмитрий Рузляев по прозвищу «Дима Большой».
13 марта 1993 года около гостиницы «Жигули» между «Напарниковскими» и группировкой Игоря Сиротенко завязалась перестрелка, в которой участвовало более 50 человек, однако победу впервые в ней одержала милиция. Старший оперуполномоченный Дмитрий Огородников в одиночку сумел остановить бойню. Позднее все участники разборки были оправданы.
Устав от междоусобиц, бандиты перестали убивать друг друга, и в 1993 году война закончилась. Эта война была первой, но далеко не последней и не самой кровопролитной.

### Вторая «Великая рэкетирская война»
Больше всех от первой войны выиграл «Напарник». Он остался единственным представителем из числа основателей тольяттинского рэкета. За глаза его стали называть «Папой». Теперь в городе без его участия не решался ни один крупный вопрос. Он приобрёл политическое влияние, имел контакты с очень многими высокопоставленными лицами.
Перемирие группировки города использовали максимально эффективно, и в середине 1990-х годов рэкет приобрёл небывалый размах. Под контролем оказались все коммерческие структуры города и вся промышленность, включая и АвтоВАЗ. Бандиты стали настоящими хозяевами Тольятти.
1 апреля 1994 года убит союзник Напарника лидер крупной группировки Александр Сараев.
9 мая 1994 года застрелен ветеран-афганец Гарри Купеев. Неизвестные застрелили Гарри в его квартире. Через год был убит отец Сергея и Гарри Купеева Владимир Черменович Купеев, приложивший немало усилий к розыску убийц своих детей, и который также являлся лидером «Купеевской» ОПГ.
Процесс уголовного охвата ВАЗа продолжил ставленник Напарника Жора Сидоренков. При нём эта система достигла совершенства. Теперь практически весь сбыт шёл через их руки. По самым скромным подсчётам, в те годы доходы бандитов составляли порядка 700 миллионов рублей в год по тогдашним ценам.
Появилась и новая система мошенничества — так называемые «кидняки». Под фальшивые банковские гарантии отгружались партии машин, которые распродавались бандитами, а деньги на завод не возвращались. Завод на подобных коммерческих операциях только за год терял около 120 миллионов долларов.
Главный вызов Напарнику бросил уже окончательно укрепившийся в роли лидера «Волговской» ОПГ Дмитрий Рузляев. 30 мая 1994 года на автостоянке напротив КПП № 17 АвтоВАЗа произошло настоящее побоище. Члены «Напарниковской» группировки Жора Сидоренков и Игорь Сапунов («Фантомас») были убиты.
Так началась вторая Великая Рэкетирская война. На сей раз она расколола преступный мир Тольятти на две половины: «Волговские» стали воевать против «Напарниковских».
Вскоре «Напарник» был арестован за хранение оружия. Соратники Вдовина заявили, что это происки прокурора по надзору за Тольятти Радика Ягутяна. 11 июля 1994 года Ягутян был убит автоматной очередью в своём автомобиле.
Вскоре в Москве оперуполномоченными из Тольятти Дмитрием Огородниковым и Сергеем Дичанкиным был арестован директор подконтрольного бандитам предприятия «Шериф» Дмитрий Гребенюк, укравший и у завода, и у бандитов около 5 миллионов долларов. Деньги и Гребенюк были доставлены ими в Тольятти. Интересно, что оперативники не сразу поверили, что деньги настоящие, так как в их практике не было изъятия столь крупных сумм.
Вскоре ОПГ Тольятти стали создавать свои бригады убийц, или привлекать для этого иногородних. Накал боевых действий стал такой, что освободившийся Напарник ушёл в подполье, так же поступили и другие тольяттинские авторитеты.
13 августа 1994 года был убит Сергей Рудов («Рудик») лидер ОПГ, контролировавшей часть тольяттинского автобизнеса. Неизвестный расстрелял его у подъезда, из подвала дома на Московском проспекте где он жил, из автомата китайского производства и скрылся.
Пик пришёлся на октябрь-ноябрь 1994 года, когда в день совершалось до трёх заказных убийств. Был убит ряд крупных авторитетов «Волговских», а самим же «Волговским» приходилось довольствоваться лишь отстрелом рядовых бойцов. Напарник и его приближённые были для них недосягаемы.
Однако влияние Напарника на АвтоВАЗе неуклонно снижалось. Рузляева заинтересовал ГЦЗЧ (Головной центр запасных частей) АвтоВАЗа, находившийся под контролем союзной Напарнику «Татарской» ОПГ, во главе которой стоял Шамиль Далиулов. С целью потеснить Шамиля Рузляев внедрил на завод информаторов, которые начали открывать милиции тайники с запчастями, что наносило серьёзные финансовые удары по «татарам». Шамиль взял на себя ведение боевых действий с «Волговскими». Информаторов стали убирать. Рузляев же привлёк на свою сторону начальника транспортного цеха АвтоВАЗа Юрия Болотова. Он стал раскрывать тайники с готовыми к вывозу запчастями. 26 октября 1994 года в 5:30 утра Болотов был убит на автобусной остановке двумя выстрелами в грудь. Убийство руководителя такого ранга всколыхнуло весь Тольятти. Под давлением милиции, Шамиль Даниулов и его группировка уходят в подполье. Этим воспользовались Рузляев и Ибрагимов, поставившие на ГЦЗЧ Шамиля Митяева. Митяев был беспощаден: перехватывал вывозимые запчасти и коммерческие контракты «татар». Однажды, когда клиент отказался ему платить, он, не задумываясь, дважды в него выстрелил. Клиент чудом остался жив. Но Митяев был приговорён. Вечером 20 ноября 1994 года он был убит членами «Татарской» ОПГ Халимовым и Смуровым.
22 февраля 1995 года убийцы Татарской ОПГ были арестованы. В 1996 году они получили от 10 до 15 лет. Это было первой крупной победой правоохранительных органов Тольятти над преступниками.
Но Напарник недолго горевал по разгромленной бригаде убийц. В тот момент его группировкой занимался оперуполномоченный Сергей Дичанкин, отличившийся вместе с Огородниковым в истории с 5 миллионами долларов. Однажды возвращаясь домой, Дичанкин был смертельно ранен. Перед смертью Дичанкин застрелил своего убийцу Почекуева. Убийство Дичанкина так и не было раскрыто.
К 1996 году война затихла сама собой. Больше всех от второй Великой Рэкетирской войны пострадали сами группировки. Только убитыми они потеряли около сотни человек. Но об окончании бандитских войн в городе говорить было ещё рано.
См. также Слоновская ОПГ#Участие «слонов» в Тольяттинской криминальной войне

### Третья «Рэкетирская война»
8 октября 1996 года за несколько минут до полуночи на крыльце театра «Колесо» наёмником был убит один из влиятельных предпринимателей Тольятти, президент группы компаний «Мега-Лада» Алик Гасанов. В его группу входили: крупнейшая в Тольятти автомобильная дилерская компания «Мега Лада», ТЦ «Русь», Рыбокомбинат, завод дисков «Слик», спортивный мотоклуб «Мега-Лада», телеканал ТВТ (Телевидение Тольятти), стадион «Строитель». Дело Гасанова крышевали лидеры «Волговской» ОПГ  Рузляев и Ибрагимов. В 1996 году к тольяттинским следователям обратились коллеги из Рязани. Они занимались делом «Слоновской» ОПГ и интересовались рядом заказных убийств, совершённых в Тольятти в 1994 году. Как выяснилось, бандиты применяли тактику совершения убийств руками иногородних наёмников.
2 февраля 1997 года, когда виновность Рузляева в заказе нескольких убийств «Слоновскими» была установлена, он был арестован. В кармане его куртки нашли пистолет. Задержание проводил лично Огородников.
Самарский областной суд освободил Рузляева под подписку о невыезде, и он тут же скрылся, возможно, со своим другом и сообщником. 1 июня 1997 года он снова был арестован. Суд приговорил его к 2 годам лишения свободы условно. А убийцы из «Слоновской» ОПГ в конце концов получили от 10 до 15 лет. Причастность Рузляева к убийствам доказать не удалось.
К тому времени Огородникова возненавидели все городские ОПГ. На него дважды совершались покушения, однако он не только не пострадал, но и в обоих случаях задерживал убийц. В третий раз, 6 августа 1997 года, в результате покушения Огородников оказался в больнице, где чудом выжил.
Вскоре началась новая война. 13 марта 1997 года у КПП завода «Волгоцеммаш» был убит финансист группировки Андрей Мочалкин. 27 июля в дачном массиве «Приморский» был расстрелян Сергей Бакунов с двумя телохранителями. Нелегко приходилось и находящимся в бегах силовикам группировки Владимиру Пчелину, Владимиру Воробью и Евгению Совкову («Совок»).
Вскоре в милицию пришла анонимка, что за покушением на Огородникова стоял Виктор Ковтун по кличке «Рыжий», 19 августа 1997 года при задержании он был убит в районе Центрального рынка. Дело о покушении на Огородникова было закрыто, однако сам он был уверен, что ему мстил Рузляев.
Почти каждый день слышались выстрелы, гремели взрывы. Только за август 1997 года жертвами бандитских разборок стали более 20 человек. Доставалось и руководству АвтоВАЗа. Был избит арматуринами директор ГЦЗЧ, предпринимались попытки давить и на других руководителей.
Тем временем в Тольятти набрала силу Чеченская ОПГ, возглавляемая бывшим сотрудником Автозаводского РУВД Шамадом Бисултановым. Он был депутатом парламента Республики Ичкерия, и принадлежал к тейпу тогдашнего президента Чечни Аслана Масхадова. Депутатская неприкосновенность избавляла его от преследования милиции, а набитая вооружёнными боевиками Чечня вряд ли оставила бы его без поддержки. Но грандиозным планам Шамада положила конец подстроенная автокатастрофа: во время поездки в Чечню, недалеко от Волгограда на его «БМВ» на огромной скорости лопнуло колесо.
Вскоре правоохранительными органами была проведена общегородская операция «Циклон». Главный итог — у большинства бандитов были конфискованы пропуска на АвтоВАЗ. Многие из них остались не у дел, и по городу прокатилась волна грабежей, краж, разбоев, убийств, но эту тенденцию быстро пресекли. И всё же «Циклон» не смёл Напарника. Сам же он распространял своё влияние на Самару и Новокуйбышевск, участвовал во всех региональных воровских «сходках» и имел голос наравне с ворами в законе.
«Волговская» группировка находилась в плачевном состоянии. Все её лидеры либо уже лежали на кладбище, либо скрывались. Рузляеву тогда предлагали сыграть роль «ширмы», то есть он отошёл бы от дел и являлся флагом для остальных, но неисправимый романтик Рузляев отказался.
Так началась третья Великая Рэкетирская война. Потрёпанные «Циклоном» бандиты стали делить то, что у них ещё оставалось.
13 апреля 1998 года в офис «Фонда ветеранов Афганистана» ворвались бандиты в масках одетых в камуфляж, уложили всех находящихся там на пол, и, спрашивая поочерёдно фамилии, выборочно расстреляли некоторых. Были убиты несколько лидеров Купеевской ОПГ во главе с братьями Юхненко (дальними родственниками убитых Купеевых). Ибрагимов и Рузляев начали искать убийц.
24 апреля 1998 года поздно вечером у дома № 1 улицы Жилина, был расстрелян автомобиль, в котором находился Дмитрий Рузляев с водителем и двумя охранниками. Рузляев погиб на месте, водитель смог выбраться и вызвать скорую и по дороге скончался, охранникам удалось ранить одного из нападавших, который был арестован. Им оказался активный член ОПГ Шейкина. Однако впоследствии он был оправдан за недостаточностью улик вместе со вторым нападавшим из шейкинской группировки, задержанным прокуратурой через несколько дней после покушения.
В декабре 1998 года был убит председатель «Ассоциации автомобильных дилеров Тольятти», владелец ночного клуба MDC Олег Яркин, (родной брат президента Холдинга «АвтоТрэйд» Владимира Яркина)
Начался закат одной из самых мощных группировок страны. Новым главой «Волговских» стал Евгений Ишимов по кличке «Женя Челябинский», который был профессиональным убийцей. При нём было совершено много заказных убийств, но и Ишимов стал жертвой наёмного убийцы. Не избежал той же участи и союзник «Волговских» Мирон Мокров.
В январе 1999 года был убит начальник убойного отдела УВД Тольятти Юрий Онищук. Убийцы, совершившие покушение на соседа Онищука, члена одной из группировок, спускались по лестнице и столкнулись с ним. Онищук попытался их задержать, но был убит.
В феврале 1999 года в результате пожара в здании Самарского областного УВД сгорела бо́льшая часть документов, в которых прослеживалась схема деятельности преступных групп на АвтоВАЗе.
26 июня 1999 года был похищен глава группы предприятий ЗАО «Полад» Виктор Попов. Преступники похитили Попова около 16:30 часов у дома его знакомой и отвезли в не контролируемую в то время российскими властями Ичкерию, потребовав у его родственников выкуп в $5 миллионов.
В том же году на Казанском вокзале милиционеры задержали боевика «Волговских» Сергея Матвеева, который, заключив сделку со следствием, выдал других участников группировки и склады с оружием. Позже он выступил главным свидетелем в суде.
19 сентября 1999 года лидер «Мироновской ОПГ» Мирон Мокров, контролирующий станции СТО в Автозаводском районе и автосалон «Субару», в окружении пятерых телохранителей был расстрелян киллерами на площадке первого этажа седьмого подъезда дома № 79 по улице Юбилейной.
Вскоре ВАЗ под свой контроль попытались прибрать воры в законе. Тольяттинским бандитам это не понравилось. Вскоре были убиты воры в законе Кот, Гиви Парцхаладзе («Дудука»), Гиви Джиджейшвили («Гиви Колыма»).

### Продолжения войн

#### 2000-е годы
За 10 лет уголовной войны было убито около 400 человек. Такого размаха бандитизма ещё не знал преступный мир, а война получила частичное продолжение в 2000-х
22 февраля 2000 года был убит директор автомобильной компании «АСБ-Трейдинг», учредитель ЧОПа «Дружина», заместитель председателя фонда социальной поддержки ветеранов спецназа Олег Шалаев. Утром предприниматель со своим компаньоном вышел из дома № 37 по улице Фрунзе и направился к своей машине. Убийца из автомата Калашникова в упор выпустил в Шалаева целый магазин. 26 февраля этого года был убит уже президент фонда Вячеслав Минак.
31 марта 2000 года в собственном подъезде был убит криминальный авторитет Александр Огуречников («Огурец»)
15 мая 2000 года у подъезда собственного дома на улице Куйбышева вместе с охранником был расстрелян и убит Вова Карапетян по кличке «Вова Армян», который предлагал защитить Оксану Лабинцеву (вдову Алика Гасанова).
22 мая 2000 года на пересечении улицы Ворошилова и кольца Южного шоссе был расстрелян автомобиль, в котором находился начальник городского отделения уголовного розыска ГУВД Тольятти Дмитрий Огородников, который скончался на месте, эксперты насчитали 28 пуль. Машину, из которой стреляли, обнаружили сожжённой на окраине города..
20 сентября 2000 года во дворе своего дома была убита вдова Алика Гасанова, президент группы «Мега-Лада» и генеральный директор «Тольяттинского рыбокомбината», кандидат в депутаты думы Тольятти Оксана Лабинцева. В 9 часов утра Лабинцева вышла из подъезда на проспекте Степана Разина и направилась на стоянку своего внедорожника. Убийца подкараулил Лабинцеву у подъезда и в упор выпустил в неё шесть пуль в голову и грудь.
3 сентября 2000 года во дворе своего дома по улице Тополиной был убит Сергей Иванов, генеральный директор телекомпании «ЛАДА ТВ» и учредитель предприятия по отгрузке вазовских автодеталей.
28 октября 2000 года на своей даче неизвестные нанесли тяжелейшую черепно-мозговую травму главному редактору, тележурналисту «Лада ТВ» Сергею Логинову, который от полученной травмы 3 ноября скончался.
26 декабря 2000 года у Краснопресненских бань Москвы (Столярный переулок, 7) был застрелен 32-летний лидер «Волговской» ОПГ Евгений Совков по кличке Совок вместе с подругой, которого ликвидировал вышедший из-под контроля подчиненный, наемный убийца Андрей Милованов (Зеленый).
В ночь с 29 на 30 апреля 2002 года был убит главный редактор газеты «Тольяттинское обозрение» и депутат 4-го созыва Тольяттинской городской Думы Валерий Иванов. Иванов был убит в собственной машине во дворе собственного дома.
В августе 2002 года начался суд над десятью членами Волговской ОПГ. Судом было доказано 19 эпизодов заказных убийств и покушений. Были осуждены, в числе прочих, исполнители преступлений Алексей Булаев и Сергей Иванов («Уткороботы»), Сергей Сидоренко, Александр Гаранин и Ильдус Измайлов. Рядом с убийцами на скамье подсудимых сидел бывший сотрудник ГИБДД Ставропольского района города Виктор Султанов — по мнению следствия, он помогал преступникам скрываться от преследования милиции после выполнения заказов. Кроме того, задержан брат одного из убийц, оперативник уголовного розыска Автозаводского РУВД Алексей Сидоренко. Его также обвиняли в совершении заказного убийства. В 2003 году все члены ОПГ получили длительные сроки лишения свободы — четверо приговорены к пожизненному заключению, а ещё шестеро получили от 2 до 25 лет колонии.
В розыске по-прежнему находились оставшиеся на свободе финансист группировки Андрей Плесаков, Владимир Пчелин — один из лидеров сообщества. Остальные руководители ОПГ возможно были уже мертвы.
25 сентября 2002 года был взорван джип, на котором ехал на работу гендиректор крупнейшего в Поволжье холдинга «Самарские автомобили» Юрий Гашимов. Юрий Гашимов погиб.
22 июля 2003 года был убит смотрящий и вор в законе Алексей Индюков (по прозвищу Лёня Калужский). Убийцы подрезали автомобиль Индюкова у дома № 13 по улице Юбилейная и расстреляли его.
3 октября 2003 года был убит второй главный редактор газеты Тольяттинское обозрение Алексей Сидоров. Преступник зарезал Сидорова во дворе своего дома, когда он вечером возвращался домой.
3 февраля 2003 года был убит генеральный директор сети АЗС предприятия «Вис сервис» Виктор Чекан. Вечером в 21:20 на бульваре Королёва, напротив ТЦ, убийца из автомата Калашникова открыл огонь по внедорожнику Чекана.
30 июня 2004 года в своей машине был расстрелян Христиан Михнов («Крест»). Спустя девять дней в бане собственного коттеджа в посёлке Рассвет был убит его сообщник Виктор Климов («Клим»).
7 июля 2004 года был убит главный архитектор мэрии города Тольятти Валерий Лопатин. В 7:30 Лопатин подъехал к офису Главного управления архитектуры мэрии Тольятти по улице Победы, 52. Убийца поджидал Лопатина рядом с его конторой и в упор расстрелял его.
13 июля 2004 года был убит Сергей Матвеев, выступавший по делу Волговской ОПГ в качестве основного свидетеля обвинения. Он когда-то также был членом преступной группы, входил в так называемое силовое звено банды, которое занималось вымогательствами, шантажом и убийствами. Показания Матвеев давал в закрытом судебном заседании. Во многом благодаря его помощи опаснейшую тольяттинскую банду удалось обезвредить. После суда оперативники стали намекать Матвееву, что лучше бы ему покинуть Тольятти. Была информация, что оставшиеся на свободе волговские готовят возмездие.
14 марта 2005 года трое неизвестных расстреляли заместителя генерального директора ООО «Аура» Юрия Никитина, известного в преступных кругах как Никита или Юрамболь, считавшегося человеком Владимира Вдовина («Напарник»), помогавшего ему держать под контролем предпринимательские структуры в Тольятти. Доля Юрия Никитина в ООО «Аура» перешла его сыну Сергею.
21 апреля 2005 года был убит уголовный авторитет Игорь Филиппов (Филипок). Филиппов в Тольятти был в преступной среде города смотрящим. Убийца подкараулил Филиппова, когда он выходил из кафе на улице Ярославской, и расстрелял его.
26 мая 2005 года преступники похитили сына финансового директора АвтоВАЗа Галины Казаковой — 25-летнего Евгения Казакова, являющегося совладельцем оздоровительного комплекса «Атлантида». Супруга похищенного сообщила, что рядом с магазином к Евгению подбежали трое крепких мужчин, затолкали в припаркованную у обочины машину и увезли. Вскоре Казаков был освобождён. Милиции удалось поймать предполагаемого похитителя.
2, 6 и 16 сентября 2005 года произошла серия убийств владельцев АЗС. 2 сентября был застрелен владелец АЗС ООО «Сфера плюс» (на перекрёстке улиц Баныкина и Ушакова) Дмитрий Трикиди. Убийца расстрелял его из пистолета в его машине у своего дома по улице Жилина, № 7. 6 сентября был застрелен владелец АЗС (на перекрёстке улиц Карбышева и Комсомольской) Игорь Шишкин. Вечером Игорь Шишкин поставил свой автомобиль у спорткомплекса «Акробат» и пешком решил прогуляться до своего дома. Убийца расстрелял его, когда он проходил мимо дома № 26 по улице Баныкина. 16 сентября был убит владелец сети АЗС «Техник Сервис» Павел Желанов. Убийца подкараулил его в лесу, когда он бежал по беговой дорожке, и расстрелял его.
25 октября 2005 года был убит совладелец ТД «Южный» и «Тольяттинского рыбокомбината» Юрий Зайцев. Около 10 часов утра у дома № 16 по бульвару Туполева убийцы расстреляли автомобиль Зайцева.
16 ноября 2005 года был убит советник мэра Тольятти, владелец Культурного центра «Пирамида» и мебельного центра «ЭкспоЦентра» Сергей Кемаев, дело которого контролировалось «Сиротенковской» ОПГ. В его убийстве подозревались представители «Чеченской» ОПГ.
В декабре 2005 года АвтоВАЗ был взят под усиленную охрану милиции. В город прибыли около 140 милиционеров, сотрудников департамента по охране имущества МВД (бывшее главное управление вневедомственной охраны). Приехавшие из регионов охранники взяли под свой контроль проходные и КПП АвтоВАЗа, а также здание заводоуправления. Столь серьёзного ужесточения мер безопасности на АвтоВАЗе не было с момента проведения милицейской операции «Циклон», отмечали наблюдатели.
Усиление охраны на АвтоВАЗе было вызвано собранием акционеров завода, на котором был практически полностью обновлен совет директоров АвтоВАЗа, и предприятие перешло под контроль государственного «Рособоронэкспорта». После этого аналитики предрекали ожесточённое недовольство со стороны преступных структур Тольятти в связи с новыми порядками на заводе.
В 2006 году центральный аппарат МВД РФ и ГУВД Самарской области обнародовали предварительные результаты проверки, которая проводилась на автозаводе с осени 2005 года. Согласно обнародованным данным, только за 2005 год с завода было украдено товарно-материальных ценностей на сумму около 1,5 млрд руб. Ежедневно с завода вывозилось запчастей на сумму свыше 3 млн руб. Следственной группой возбуждено 58 уголовных дел по 92 эпизодам хищений заводской собственности на общую сумму 450 млн руб. С предприятия были уволены четыре сотрудника управления безопасности, заподозренных в связях с преступными группировками. В отчёте следственной группы сказано, что на территории завода занимались хищениями запчастей три преступных группировки: так называемые «чеченская» братьев Ахмадовых, «татарская» Шамиля Даниулова и ОПГ Владимира Вдовина, в которую входит ещё ряд более мелких группировок: «Неверовская», «Игривовская» и другие.
Предпринятые меры были названы ГУВД беспрецедентными, а по выражению топ-менеджеров АвтоВАЗа, на заводе как «воровали вагонами и миллионами», так и продолжают это делать и преступность на автозаводе носит системный характер.
В марте 2006 года было совершено покушение на нынешнего директора сети АЗС «Техник Сервис» Андрея Луцких, которому был взорван его внедорожник, когда тот садился в машину.
6 июня 2006 года совершилось очередное покушения на Ибрагимова, была расстреляна его машина, все дальнейшие попытки покушения оказались неудачными..
23 марта 2006 года был убит заместитель генерального директора по безопасности Тольяттикаучук Игорь Коршунов. Убийца из автомата Калашникова расстрелял Коршунова в коридоре первого этажа санатория предприятия «Волжские зори». В марте того же года насмерть был забит Лев Ульянов, замдиректора охранявшего предприятие ЧОПа «Волга-Дельта». 28 марта того же года в Тольятти из автомата был обстрелян автомобиль директора компании «Орлан — Лада» Андрея Худышева, тот выжил, несмотря на то, что убийца стрелял с предельно близкого расстояния.
18 апреля 2006 года убийца из снайперской винтовки нанёс Сергею Норкину ранение, после которого он стал инвалидом. Сергей Норкин считался человеком «Напарника».
15 июня 2006 года был убит уголовный авторитет Игорь Ильченко (по прозвищу «Игривый»), владеющий в Тольятти автомобильной компанией «Алдис-Лада» и ТЦ «1000 мелочей» и контролировавший одну из крупнейших дилерских автомобильных компаний «Элекс-Полюс». Убийца расстрелял Ильченко на его собственной яхте, находящейся в устье реки.
В июне 2006 года в Тольятти был убит замдиректора предприятия «АвтоВАЗагрегат» Борис Селиванов. Неизвестный сзади нанёс Селиванову удар металлическим прутом по голове, когда он шёл пешком на работу.
16 октября 2006 года в Москве было совершено покушение на генерального директора в то время одной из крупнейших дилерских автомобильных компаний в России «Элекс Полюс» Игоря Лисютина.
12 сентября 2006 года был убит директор автомобильной компании «Авто Экспресс» и «Магистраль сити» Дмитрий Галиев, близкий друг убитого Игоря Ильченко. Убийца установил бомбу у подъезда дома Галиева, № 122 по улице 40 лет Победы. Около 14 часов Галиев приехал домой на обед, зашёл в подъезд. Раздался взрыв, мощность которого снесла козырёк подъезда.
В декабре 2006 года был убит глава «АвтоВАЗэнерго» Александр Самойленко. Убийца из автомата Калашникова расстрелял Самойленко в собственном автомобиле.
В конце того же 2006 года районный суд Тольятти освободил из под стражи Владимира Джерагети, которого обвиняли в причастности к серии заказных убийств, совершённых на территории города в 1999—2001 годах. В частности, Джерагети обвинялся в покушении на одного из лидеров «волговских» Андрея Плесакова.
В январе 2007 года был убит учредитель компании «Евромобиль» Владимир Мещиреков. За несколько дней до этого злоумышленники сожгли автомобиль «Ниссан», принадлежавший директору компании Евгению Павлову.
Весной 2007 года один из оставшихся на свободе «волговских» Владимир Пчелин был задержан в Москве, где он проживал по поддельному паспорту и занимался торговлей автомобилями. Пчелин был этапирован в следственный изолятор Рязани, где 10 июля его обнаружили повешенным в одиночной камере. Адвокаты Пчелина высказывали уверенность в том, что их подзащитного убили, а самоубийство было инсценировано.
16 июня 2007 года было совершено покушение на предпринимателя Виталия Жеребятьева, бывшего члена «волговских» по прозвищу «Кутуз».
31 августа 2007 года был убит владелец сети АЗС «Террас» Сергей Исаев. Убийца расстрелял его на одной из его заправок.
21 февраля 2008 года был убит начальник управления по закупкам АвтоВАЗ Вячеслав Ширшов. Преступник подкараулил Ширшова на лестничной клетке его дома и нанёс ему смертельные удары ножом.
12 марта 2008 года был убит главный механик предприятия Тольяттикаучук Борис Федорин. Вечером около 22 часов возвращался с тренировки домой, его машину подрезала машина, из которой вышел убийца и открыл по машине стрельбу. Федорин скончался в больнице.
15 ноября 2008 года на территории санатория «Прилесье» был убит ректор Тольяттинского госуниверситета, один из соучредителей телефонной компании АИСТ, бывший мэр Тольятти Сергей Жилкин. Двое преступников в 9:20 утра, подкараулив Жилкина у здания санатория, нанесли ему десять ударов ножом.
25 ноября совершено покушение на председателя Самарского облсуда Любовь Дроздову. Судья выжила.
13 декабря 2008 года совершено покушение на бывшего зам. председателя Самарской губернской думы, владелец стадиона «Строитель» и мотоклуба «Мега-Лада» Анатолия Степанова. Степанов являлся одним из друзей ранее убитых владельцев группы «Мега-Лада»: в 1996 году Алика Гасанова и в 2000 году Оксаны Лабинцевой. Убийцы подкараулили Степанова у крыльца дома 52 по улице Лесной, когда он выходил из парикмахерской, и проломили голову металлическим предметом, предположительно молотком. По мнению следствия, убийство Степанова связано с убийством Жилкина. Несмотря на все старания медиков, Степанов скончался 24 февраля 2009 года.
По данным газеты Тольяттинское обозрение, Владимир Вдовин находится за границей и больше не является «крёстным отцом» Тольятти. Его место занял Константин Шейкин.
30 июня 2009 года был убит известный самарский предприниматель, президент группы «ЗАХАР» Владимир Захарченко. В Тольятти он владел дочерним предприятием ОАО «Спецстрой ВАЗа» и автомобильной компанией «Лада Маркет», в Самаре — ТД «Захар». Захарченко был убит во Франции в курортном городке Ле-Лаванду, где он с семьёй отдыхал на пляже. Убийца расстрелял Захарченко, когда тот возвращался с пляжа. Убийство получило широкое освещение мировых телеканалов.

#### 2010-е годы
23 декабря 2011 года в подъезде собственного дома по бульвару Ленина двое неизвестных тяжело избили директора ЧОПа «Тора» Олега Тимофеева.
7 сентября 2012 года неизвестными был похищен генеральный директор Группы компаний «ЭКОВОЗ» Александр Душков, его брошенный автомобиль был обнаружен у дома № 7 по пр-ту Степана Разина. Дело компании Душкова связано с утилизацией и вывозом мусора бытовых отходов и занимало в городе лидирующие позиции в этой отрасли. Сотрудниками местного УВД был составлен фоторобот предполагаемого преступника и объявлено денежное вознаграждение. Дальнейшие поиски ни к чему не привели.
29 октября 2014 года возле спортклуба «Шейп» на улице Победы из автомата Калашникова был расстрелян уроженец города Сумгаит (Азербайджан) Руслан Везир оглы Фараджов 1978 года рождения, который в определённых кругах более известен как Руслан Седой. Позже в лесу были найдены обгоревший автомобиль и оставленное оружие. Предположительно, убитый сотрудничал с бандой Шамилёвских (Шамиля Даниулова)

## Легализация в предпринимательстве
«Шамилёвской» ОПГ, контролируемой уголовным авторитетом Шамилём Даниуловым в Тольятти, принадлежат: дилерская автомобильная компания «АМКомпани», «Правит», ЧОП «Добрыня» под управлением Алексея Шарыпова, предприятие по производству электродов «Электрод-Т», рынок автозапчастей «Рынок-Ставр».
«Неверовской» ОПГ, контролируемой уголовным авторитетом Сергеем Неверовым в Тольятти, принадлежат: ТРК «Капитал», торговый дом «Волжские зори». Ранее принадлежала игровая сеть VEGAS, ночной клуб «Грин Хаус» под управлением Виталия Портнова, строительная компания «ГрандСтрой», дом быта «Заря», дорожно-строительная компания ООО «Автоградстрой».
Также Тольяттинским ОПГ принадлежит ночной клуб «MDC», автомобильный дилер «АУРА» и «Алдис-Лада», ТЦ «1000 мелочей», Холдинг «АвтоТрэйд» и входящий в него ТРК «Планета» под управлением бывшего депутата Владимира Яркина, ныне проживающего во Франции.
Некоторые высокопоставленные бывшие сотрудники местного УВД в ходе уголовных войн являются учредителями коммерческих структур, связанных с автомобильным и охранным делом, самая крупная среди которых — была группа предприятий «Форпост» которая в 1990-х и начала 2000-х годах занимала лидирующие позиции в частном охранном деле, бенефециарный владелец генерал-майор милиции в отставке Александр Шахов и бывший майор милиции Сергей Савватеев, которые в разное время баллотировались на пост мэра Тольятти. После отставки лидирующее место в охране перешло главе группы ЧОП «Гром» Владимиру Гурову. Бывший начальник УВД Центрального района, председатель городской избирательной комиссии Георгий Башкиров до своей смерти являлся совладельцем крупнейшего ОАО ТЦ «Русь на Волге», который перешёл к нему после убийства вдовы Алика Гасанова, Оксаны Лабинцевой..

### Преступность и политика
С 2007 по 2008 год «Неверовская» ОПГ рассматривала возможность контроля над городским отделением ЛДПР, которое в Тольятти должен был возглавить представитель группы Андрей Марьянов, являющийся помощником депутата ГД Ю. В. Когана, и директор ночного клуба Грин Хаус, боксёр Василий Туманов, возглавившие Автозаводское и Центральное районное отделение партии, выдвинув свои кандидатуры на выборах в депутаты областной думы. После провала на выборах представители отказались от дальнейшей политической деятельности.
Другой представитель преступной группы — депутат областной думы, зампред комитета по строительству и транспорту, Андрей Першин после убийства депутата и журналиста Валерия Иванова организовал общественное движение «Здравый смысл», добровольно взяв на себя ответственность помогать округу, тем самым подготавливая своё избрание в нём. Избравшись в городскую думу 4-го созыва, оказывая материальную поддержку Единой России, был избран депутатом в областной парламент, что позволило ему дважды провести депутатом городской думы своего представителя и помощника Сергея Жеребцова.

## Документальные передачи
События 1990-х годов получили огромный резонанс. В цикле «Криминальная Россия» целых 7 серий было посвящено истории этой уголовной войны, объединённых в фильмы «Жигулёвская битва» и «Битва при Жигулях». В цикле «Битва при Жигулях» любые упоминания о т. н. «напарниковской» ОПГ отсутствуют. Сам цикл «Битва при Жигулях» сосредоточен на обстоятельствах и раскрытия убийства оперативника Дмитрия Огородникова.
В цикле «Россия Криминальная» на телеканале РЕН ТВ была освещена история этой уголовной войны в фильме «Конвейер смерти». Последующие события 2000-х годов широко не освещались и резонанса не получили.